# 索延
索延是德国巴伐利亚州的一个市镇。总面积28.95平方公里，根據2011年12月31日的人口調查報告，該地总人口為2708人，其中男性1345人，女性1363人，人口密度94人/平方公里。